# Keukenhof

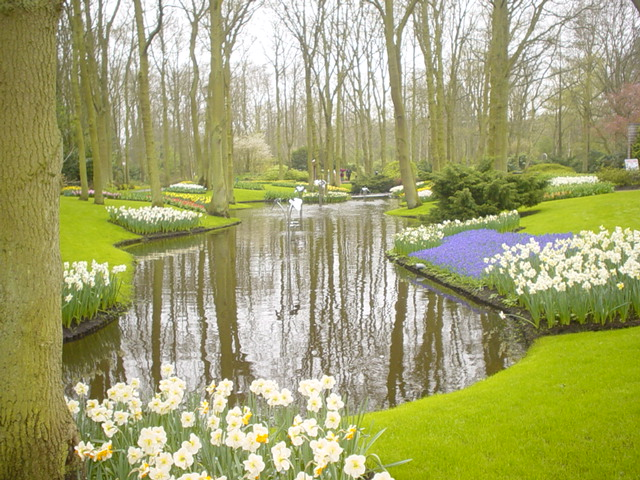
Ogród Keukenhof.

Keukenhof (niderl. „ogród kuchenny”) – ogród i jedna z największych wiosennych atrakcji Holandii, co roku odwiedzana przez setki tysięcy turystów z całego świata. Położony pomiędzy Amsterdamem i Hagą, w miejscowości Lisse, ogród rozciąga się na obszarze 32 ha[1] i rozkwita wiosną ponad 7 milionami kwiatów cebulowych tulipanów, hiacyntów, krokusów, narcyzów. Jest największym ogrodem z kwitnącymi roślinami cebulowymi na świecie, które są tu wysadzane ręcznie. W ciągu 64 lat ogród odwiedziło 50 milionów turystów z wszystkich zakątków naszego globu.

## Historia

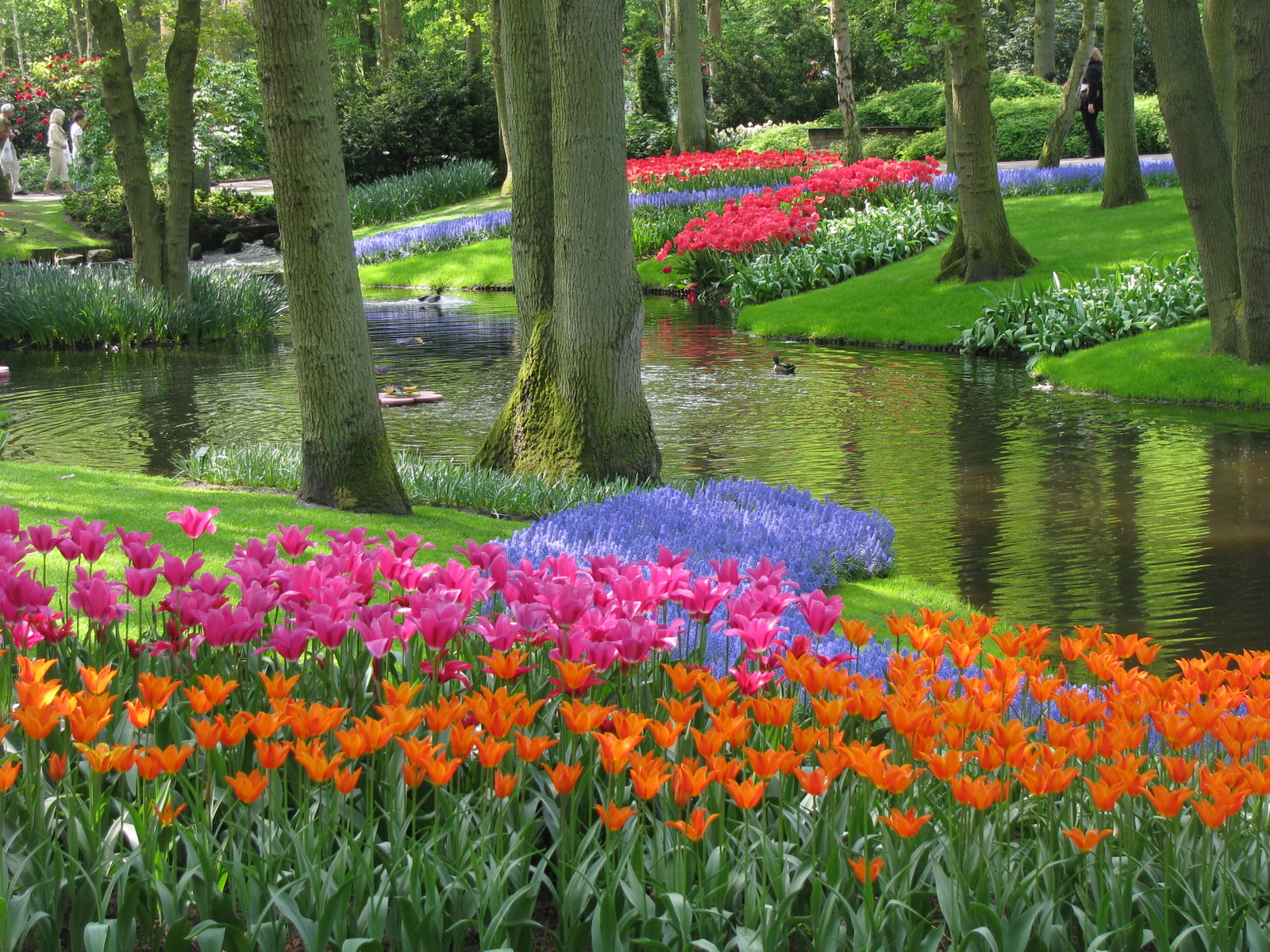
Kwitnące tulipany

Tereny dzisiejszego ogrodu stanowiły dawniej część posiadłości holenderskiej księżnej Jakoby z Bawarii (1401–1436), która w tej właśnie okolicy spędzała najwięcej swego czasu. Tutaj polowała, a przede wszystkim zbierała zioła do zamkowej kuchni. Stąd też nazwa Keukenhof – „ogród kuchenny”.
Kiedy ok. 1830 r. poproszono Zochera, znanego architekta krajobrazu, o zaprojektowanie ogrodu. Ten, zainspirowany angielskim stylem kształtowania krajobrazu, stworzył podstawy dla dzisiejszego ogrodu.
W 1949 r. grupa producentów i eksporterów cebulek, z inicjatywy ówczesnego burmistrza Lejdy, postanowiła wykorzystać ogród i zorganizować tu wystawę kwiatów na wolnym powietrzu, prezentującą najpiękniejsze odmiany. Od tego czasu wystawa taka organizowana jest w Keukenhof co roku. W ramach wystawy odbywa się „Parada kwiatowa” – przejazd platform z „rzeźbami” utworzonymi z kwiatów.

## Ogrody inspirujące
W Keukenhof już od kilku lat propagowana jest idea „ogrodów inspirujących”. Pierwsze ogródki i rabaty tego typu założone zostały z myślą o czytelnikach magazynów poświęconych kwiatom i ogrodom. Ogrody inspirujące cieszą się dużą popularnością, bo dla każdego zarówno początkującego, jak i doświadczonego ogrodnika, są prawdziwą skarbnicą pomysłów. Ogrody inspirujące mają wielkość przeciętnego podwórka, zaprojektowane w różnych stylach, z różnymi tematami przewodnimi, tak by inspirować odwiedzających do zastosowania, któregoś z nich we własnym ogródku.

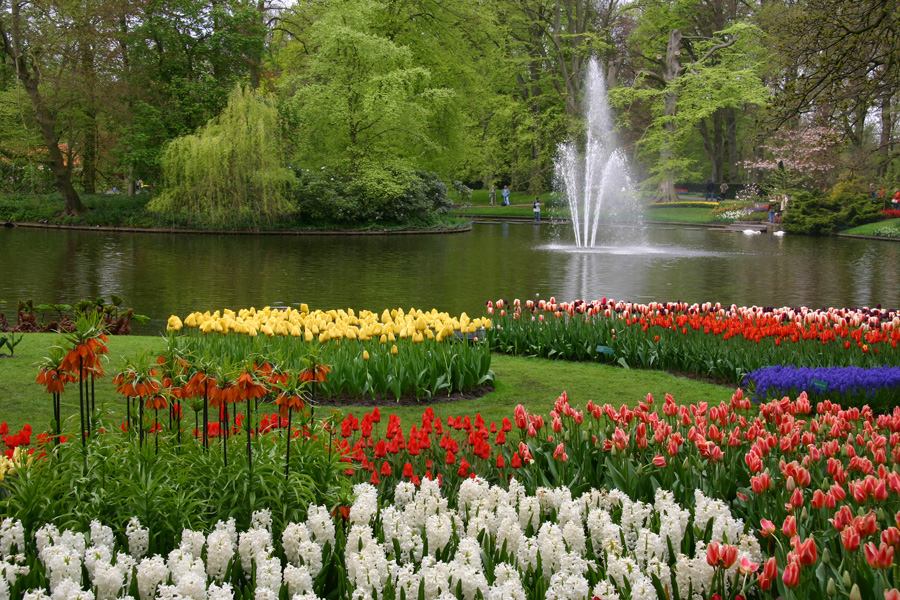
Sadzawka z fontanną

## Wystawy kwiatów
Atrakcją Keukenhof są też zmieniające się niemal co tydzień wystawy kwiatów w pawilonach: Oranje Nassau, Willem Alexander, warto czy Beatrix. Warto zobaczyć stałą wystawę tulipanów, a pod koniec sezonu wystawę lilii. Ta ostatnia, z wystawianymi tu ponad 300 różnymi gatunkami lilii, w przeciągu ponad 20 lat stała się największą doroczną wystawą lilii, na świecie. Odwiedzających może też zauroczyć wystawa orchidei z tysiącami kwitnących storczyków. 

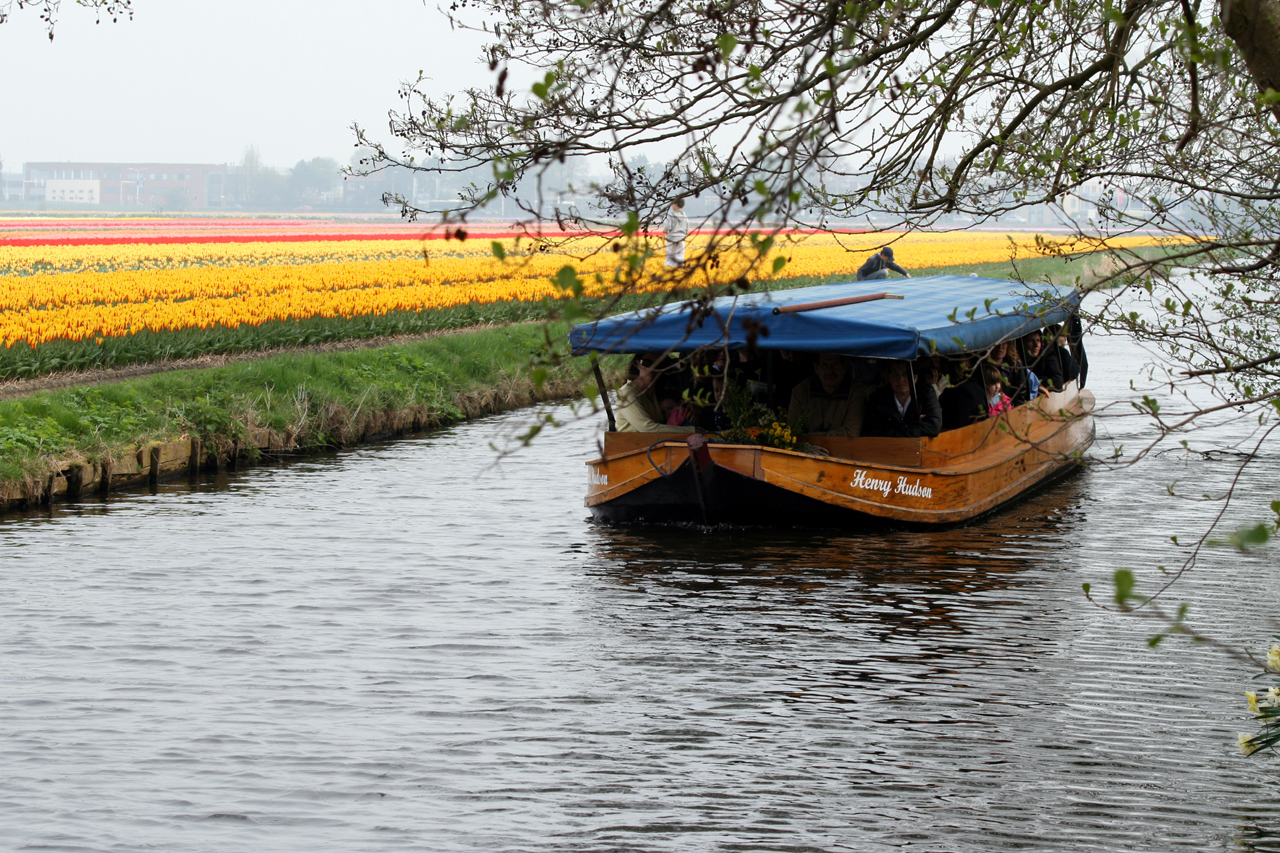
Rejs łodzią wśród pól

## Rejs łodzią wśród pól Tulipanowych
Kwitnące pola wokół Keukenhof, od lat można zwiedzać na rowerze, wyznaczonymi trasami. Nową atrakcja są „ciche łodzie”, wyposażone w elektryczne silniki, które są przyjazne dla środowiska, nie zakłócają spokoju i doskonale nadające się do pływania po sieci kanałów przecinających cebulowe pola. Wycieczka łodzią trwa około jednej godziny i pozostawia niezapomniane wrażenia. 

## Informacje praktyczne
W roku 2017 ogród otwarty jest dla zwiedzających od 21 marca do 25 maja we wszystkie dni tygodnia. Najwygodniejszy transport publiczny do ogrodu to autobus nr 858 z lotniska Schiphol (z Schiphol Plaza), w przypadku wyruszania z Amsterdamu należy najpierw dojechać do lotniska pociągiem lub autobusem. W hali przylotów można nabyć bilety łączone na transport autobusem i wejście do ogrodu. W samym ogrodzie znajdują się liczne punkty gastronomiczne i sklepy z pamiątkami oraz cebulami kwiatów.